# Sophie von Brandenburg (1568–1622)

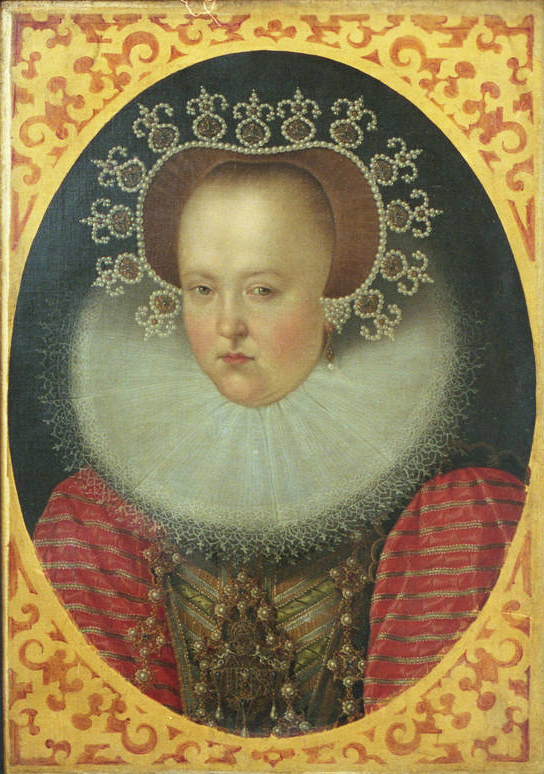
Prinzessin Sophie von Brandenburg

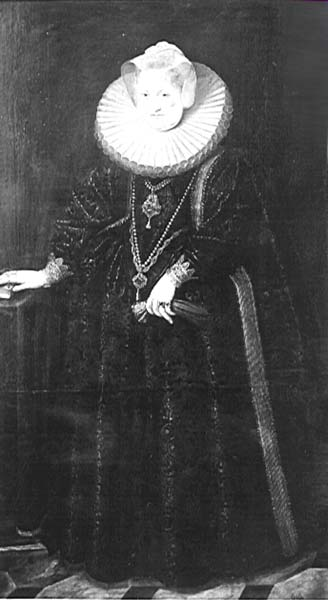
Kurfürstin Sophie von Sachsen

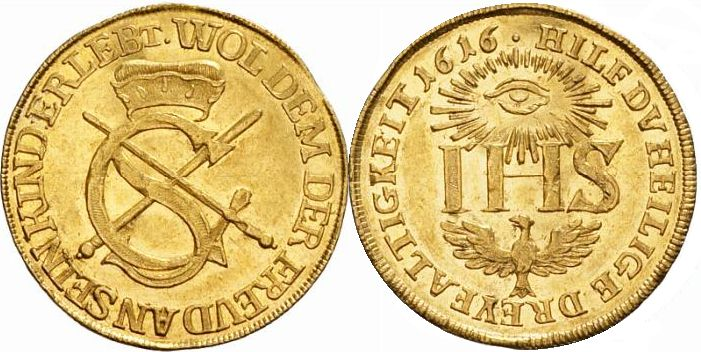
Sophiendukat, Münzstätte Dresden. Geprägt von 1616 bis 1838 als Münze, von 1846 bis 1873 als Medaille mit der Jahreszahl 1616. Die Dukatenprägung wurde von der Kurfürstin Sophia für ihre Kinder veranlasst.

Sophie von Brandenburg (* 6. Juni 1568 in Flecken Zechlin; † 7. Dezember 1622 in Colditz) war eine Prinzessin von Brandenburg und durch Heirat Kurfürstin von Sachsen.

## Leben
Sophie war eine Tochter des brandenburgischen Kurfürsten Johann Georg (1525–1598) aus dessen zweiter Ehe mit Sabina (1529–1575), Tochter des Markgrafen Georg von Brandenburg-Ansbach.
Am 25. April 1582 heiratete Sophie in Dresden Kurfürst Christian I. von Sachsen (1560–1591). Zum Zeitpunkt der Hochzeit war Sophie 14 Jahre alt, bereits ein Jahr später bekam sie ihr erstes Kind.
Nach dem Tod ihres Ehemanns, der bereits mit 31 Jahren starb, wurde Sophie, gemeinsam mit Herzog Friedrich Wilhelm von Sachsen-Weimar Regentin des Kurfürstentums für ihren ältesten Sohn.
Sophie war eine orthodoxe Lutheranerin und bekämpfte den Kryptokalvinismus in Sachsen. Nach Christians I. Tod im Jahr 1591 ließ sie dessen calvinistischen Kanzler Nikolaus Krell, einen Gegner der Lutherischen Orthodoxie, auf der Festung Königstein gefangensetzen und 1601 auf dem Dresdener Neumarkt hinrichten. In Anspielung auf die gläubige Witwe Judith im Buch Judit feierten die orthodoxen Lutheraner sie daraufhin als „Judith von Sachsen“.

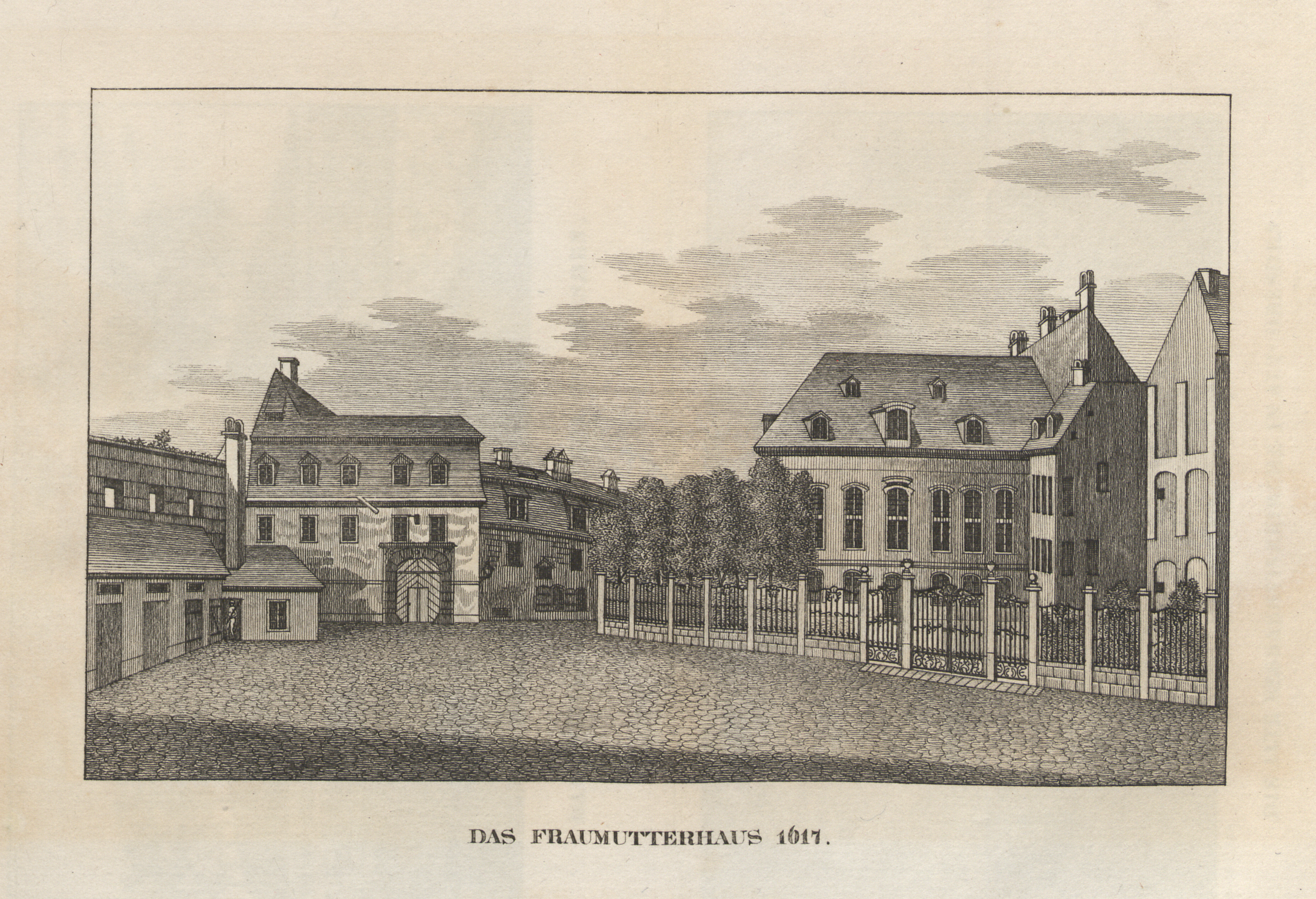
Das Fraumutterhaus 1617.

Als Witwe lebte Sophie bis 1602 auf Schloss Rochlitz, dann bis 1611 auf Schloss Colditz, das sie mit aufwändigen Gartenanlagen schmücken ließ, und später im sogenannten „Fraumutterhaus“ in Dresden. Mit dem Sophiendukaten ließ sie eine eigene Münze prägen und die alte Franziskanerkirche in Dresden wieder zum Gottesdienst herrichten (1599–1610), die nach ihrem Taufnamen Sophienkirche genannt wird.
Von Kurfürstin und Herzogin Sophie hat außerdem Der Herzogin Garten in Dresden seinen Namen. Ferner ist die Große Prunkkassette der Kurfürstin Sophia nach ihr benannt – ein repräsentativer Schmuckkasten, der als eines der bedeutendsten Zeugnisse der deutschen Goldschmiedekunst der Spätrenaissance gilt und im Grünen Gewölbe ausgestellt ist. Sophie hatte ihn 1588 von ihrem Gatten als Weihnachtsgeschenk erhalten.
Sie starb 1622 auf Schloss Colditz.

## Nachkommen
Aus ihrer Ehe hatte Sophie folgende Kinder:
- Christian II. (1583–1611), Kurfürst von Sachsen

⚭ 1602 Prinzessin Hedwig von Dänemark (1581–1641)
- Johann Georg I. (1585–1656), Kurfürst von Sachsen

⚭ 1604 Prinzessin Sibylle Elisabeth von Württemberg (1584–1606)
⚭ 1607 Prinzessin Magdalena Sibylle von Preußen (1586–1659)
- Anna Sabine (*/† 1586)
- Sophie (1587–1635)

⚭ 1610 Herzog Franz I. von Pommern-Stettin (1577–1620)
- Elisabeth (1588–1589)
- August (1589–1615)

⚭ 1612 Prinzessin Elisabeth von Braunschweig-Wolfenbüttel (1593–1650)
- Dorothea (1591–1617), Äbtissin von Quedlinburg

### Darstellungen
Ältere Darstellungen:
- Franz Blanckmeister: Kurfürstin Anna Sophie von Sachsen: eine evangelische Bekennerin, Barmen [um 1891]
- Franz Otto Stichart: Galerie der Sächsischen Fürstinnen; Biogr. Skizzen sämmtl. Ahnfrauen d. Königl. Hauses Sachsen. Quellengemäß dargest. Leipzig 1857
- Heinrich Theodor Flathe: Sophie (Kurfürstin von Sachsen). In: Allgemeine Deutsche Biographie (ADB). Band 34, Duncker & Humblot, Leipzig 1892, S. 689.

Neuere Darstellungen:
- Maike Günther: Schloß Rochlitz als Residenz und Witwensitz. Das Projekt einer Dauerausstellung. In: Schattkowsky, Martina (Hrsg.): Witwenschaft in der Frühen Neuzeit. Fürstliche und adlige Witwen zwischen Fremd- und Selbstbestimmung. Leipzig 2003, S. 65–83. [zu Sophie S. 79–84]
- Ute Essegern: Fürstinnen am kursächsischen Hof, Leipzig 2007.
- Hans-Joachim Böttcher: Wenig und bös war die Zeit meines Lebens – Anna von Sachsen (1567–1613), Dresdner Buchverlag, Dresden 2016, ISBN 978-3-941757-70-7.